# Santa Anna de Barcelona
Santa Anna de Barcelona és un antic monestir situat entre el carrer del mateix nom i l'actual plaça de Catalunya de Barcelona, declarat bé cultural d'interès nacional.

## Història

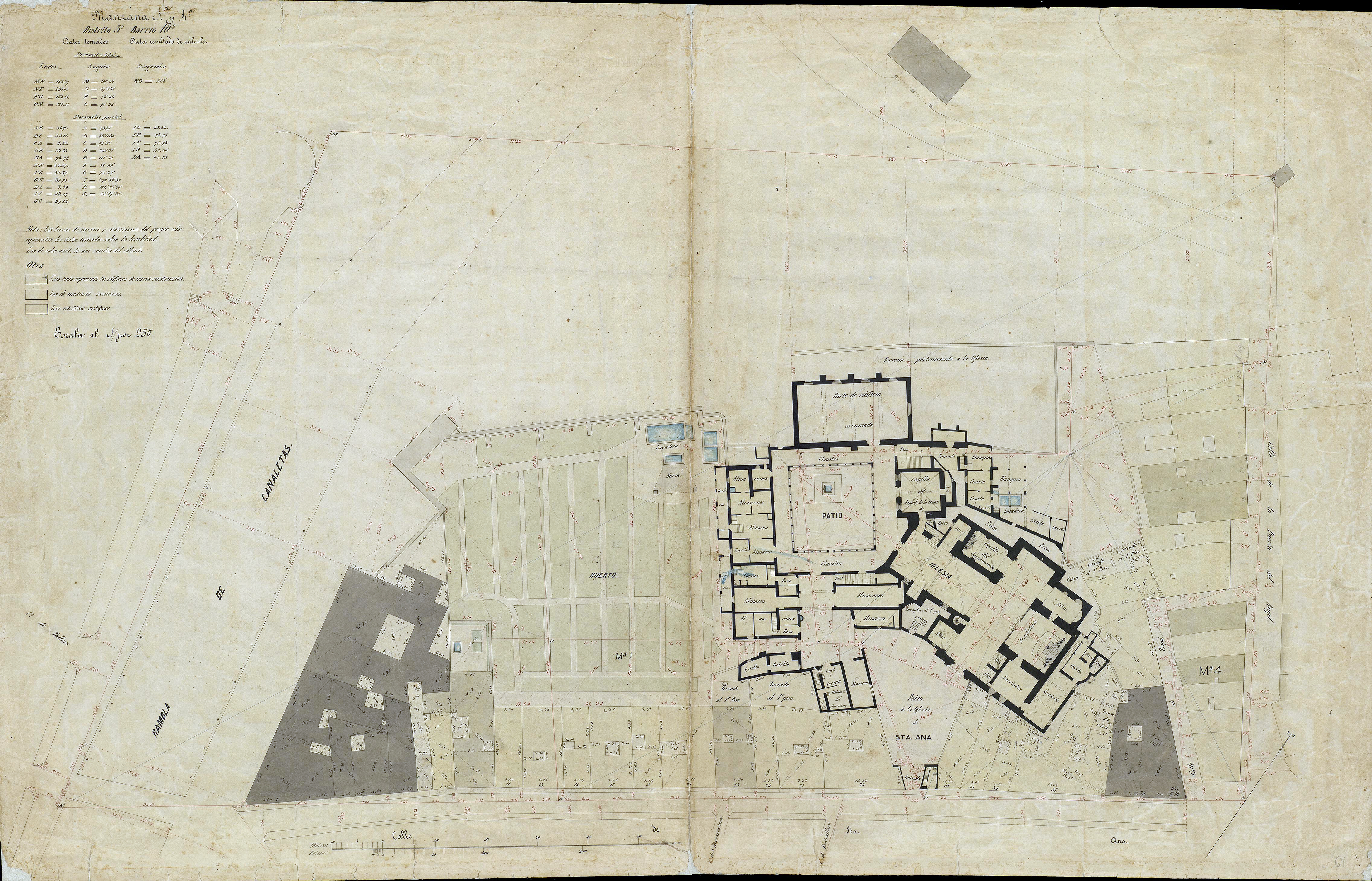
Quarteró núm. 67 de Garriga i Roca (c. 1860)

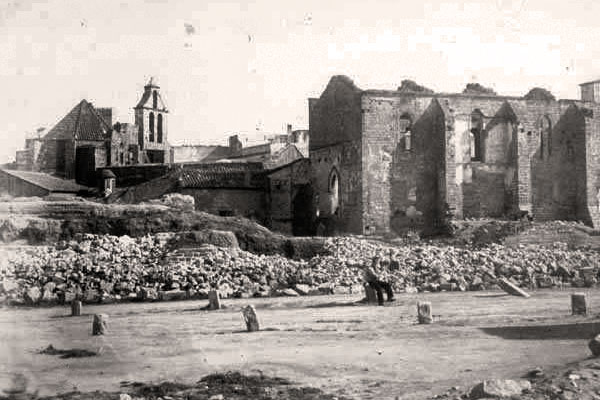
Ruïnes del noviciat de Santa Anna als voltants del 1855

El 1141, l'Orde del Sant Sepulcre de Jerusalem va enviar uns monjos, dirigits per Guerau, amb l'objectiu d'establir-se a Barcelona i a la resta de la península. El 1145 ja hi ha constància del primer prior, Bernat, antic canonge de la catedral de Barcelona, que s'encarregà del nou monestir barceloní mentre que Guerau va actuar com a prior general per tota la península. Inicialment es varen establir en una església situada prop de la Catedral i començaren a registrar donacions a favor de la comunitat. El 1177 hi ha constància de la construcció d'una nova església situada a l'indret actual, les obres de la qual continuaren durant els tres següents segles, ja en període gòtic.
El desembre del 1194, Alfons el Cast va fer donació a l'orde del Sant Sepulcre dels actuals termes municipals de Palafrugell i Mont-ras. Fins al segle xix, Palafrugell va estar sota el domini del priorat de Santa Anna de Barcelona, compartit amb els monestirs de Sant Miquel de Cruïlles, de Sant Pere de Galligants o de Sant Feliu de Guíxols, i altres senyors que també hi tenien propietats i drets adquirits. El 1215, una butlla del papa Innocenci III va confirmar les propietats del monestir, que va tenir diverses cases filials, incloent el priorat del Sant Sepulcre d'Olèrdola (abans de 1175), el Sant Sepulcre de Peralada (segle xii), Sant Miquel de la Comanda dels Prats de Rei (1261), el Priorat de Marcèvol (segle xiii), el Lledó de Valls (1376) i Sant Vicenç de Garraf (1421).
El 1423 es va unir amb el monestir de Santa Eulàlia del Camp, que anys abans s'havia traslladat al convent desocupat dels frares del sac. Amb aquesta unió el cenobi va passar a denominar-se de Santa Anna i Santa Eulàlia. L'any 1489 va ser suprimit l'orde del Sant Sepulcre, que s'incorporà a l'Orde de l'Hospital, però el monestir de Santa Anna va continuar anomenant-se del Sant Sepulcre. El monestir va acollir les Corts de Barcelona de 1493, convocades per Ferran el Catòlic. A partir del 1592 va convertir-se en una col·legiata secular, malgrat l'oposició del seu prior Jaume Castellar, que va ser excomunicat.
El 1822, l'església es va convertir en parròquia. Poc després de la demolició de les muralles el 1854, fou enderrocat l'antic noviciat, una construcció de grans dimensions del segle xiv, situada a l'altra banda del claustre.
El 1936, durant l'esclat de la Guerra Civil, un incendi va destruir la cúpula, que posteriorment fou reconstruïda amb un cimbori de maó. El 17 de març del 1991, gràcies a les gestions del vicari Jordi Farré, es va recuperar la relíquia del Sant Sepulcre que havia desaparegut durant la Guerra Civil, es va beneir el grup escultòric del Sant Enterrament i es van restaurar les indulgències espirituals tradicionalment establertes per la Santa Seu (conegut com a Jubileu dels Perdons), coincidint amb el 850è aniversari de l'Orde a la Corona d'Aragó.
El 2014, l'església va ser restaurada en el marc del programa Romànic Obert de la Fundació la Caixa i el Departament de Cultura de la Generalitat de Catalunya.

## Arquitectura
El que resta de l'antic cenobi (església, claustre i sala capitular) es troba en un espai clos i enjardinat entre edificis moderns, al qual es pot accedir des del carrer de Santa Anna mitjançant un passatge obert sota l'antiga Casa dels Canonges, o bé des de la plaça Catalunya a través d'un carreró.

### Església
Actualment es conserva l'estructura romànica original del temple, amb absis quadrat i planta de creu grega amb absis rectangular, coberts amb una volta de canó apuntada del segle xiii. Els murs són gruixuts, amb els carreus ben tallats i unes finestres allargassades i primes. Cap al 1300 es va allargar la nau, que fou coberta amb volta gòtica de creueria, mentre que el transsepte i l'absis conservaren la volta originària de canó apuntat. En aquest moment també s'obrí el portal gòtic, situat a l'extrem del braç sud del creuer. El cimbori, començat al segle xv i que restà inacabat, fou refet després de la Guerra Civil espanyola del 1936 amb obra vista.
A l'esquerra del portal hi ha l'antiga capella de Tots els Sants, del segle xiii, presidida per una Pietat del pintor Pere Pruna. També era famosa la capella dels Perdons, del segle xiv, i situada a l'esquerra de l'absis, que contenia un interessant grup escultòric del Sant Enterrament, obra del segle xv, davant del qual, segons la tradició, es guanyaven en determinats dies les mateixes indulgències que al Sant Sepulcre de Jerusalem.
Fins a l'incendi del 1936, l'església guardava part d'un retaule de Bartolomé Bermejo, i cal destacar el sepulcre del cavaller Miquel de Boera, del segle xvi. La nova capella del Santíssim està decorada amb pintures de Pere Pruna, i la capella dels Esportistes (1960-1963) amb pintures al fresc d'Ignasi Maria Serra i Goday.

### Claustre i sala capitular
A ponent de l'església es troba el claustre gòtic. La galeria inferior, d'arcs ogivals sostinguts per columnes quadrilobulades, i la sala capitular annexa (avui capella baptismal), coberta amb volta octogonal, foren fets construir pel prior Mateu Fernández a partir del 1450. Al segle xvi es construí la galeria superior del claustre, amb obertures d'arc rebaixat, que ha estat refeta modernament.

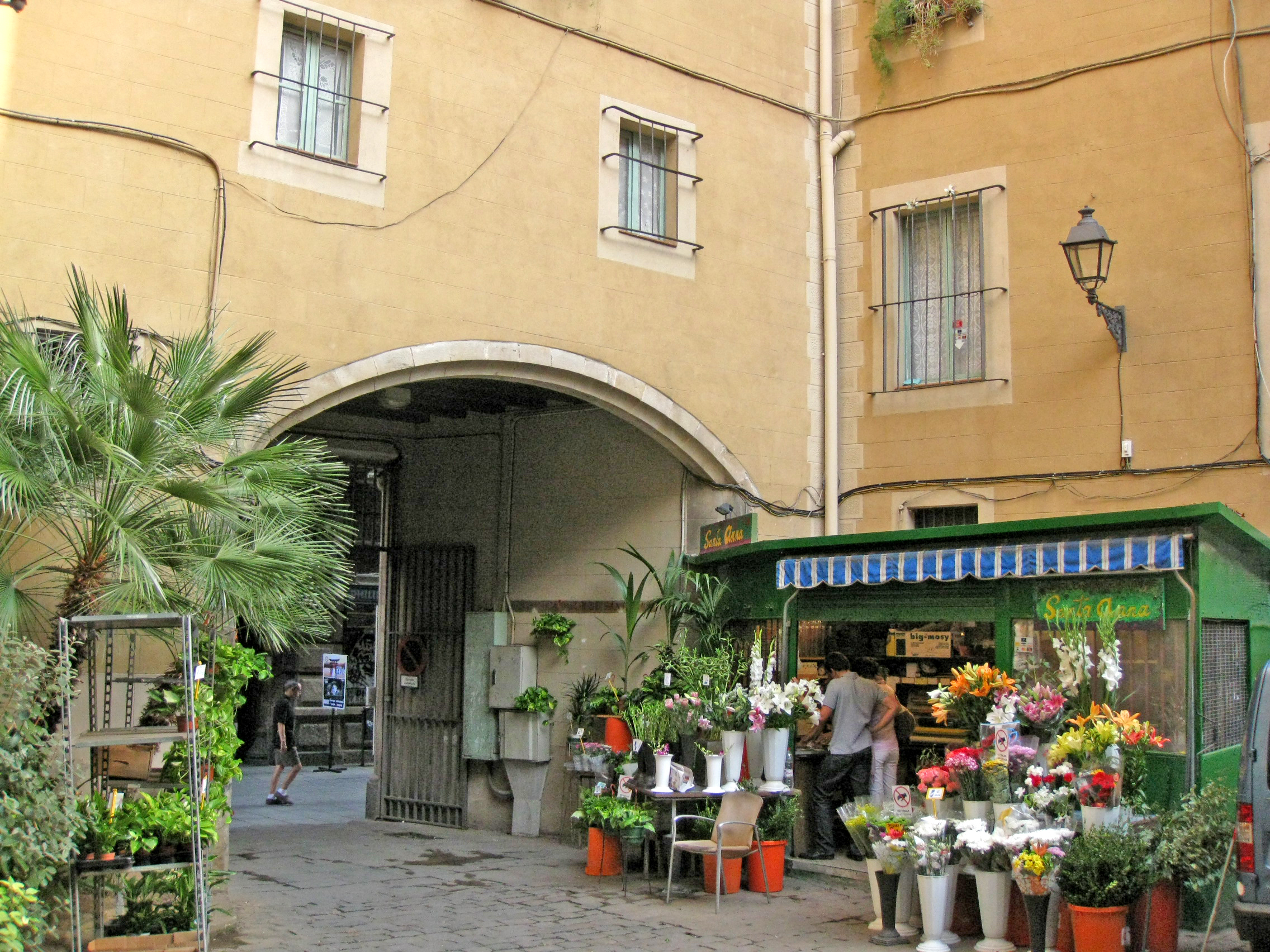
Arc de l'accés al pati
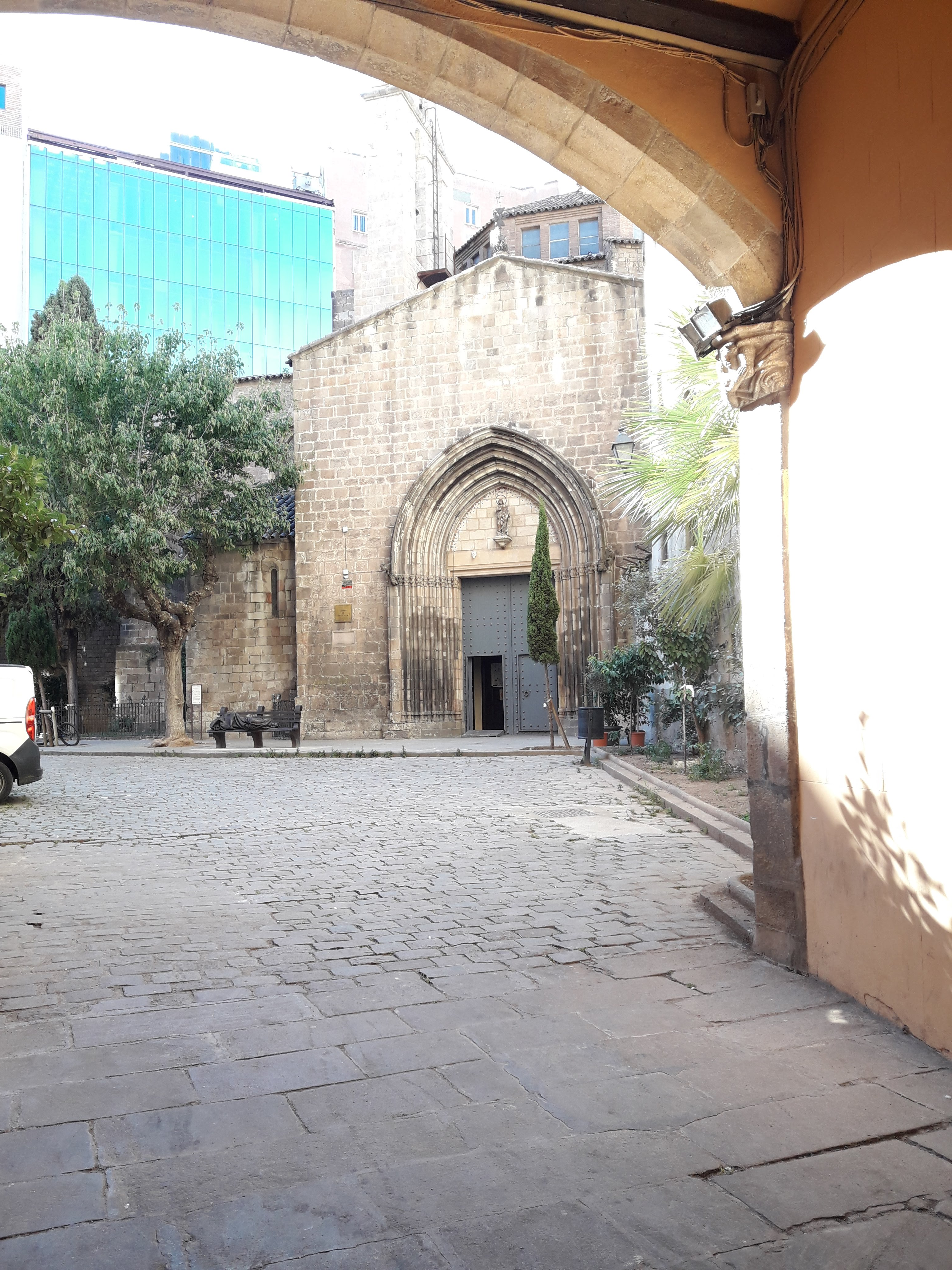
Vista des del mateix accés
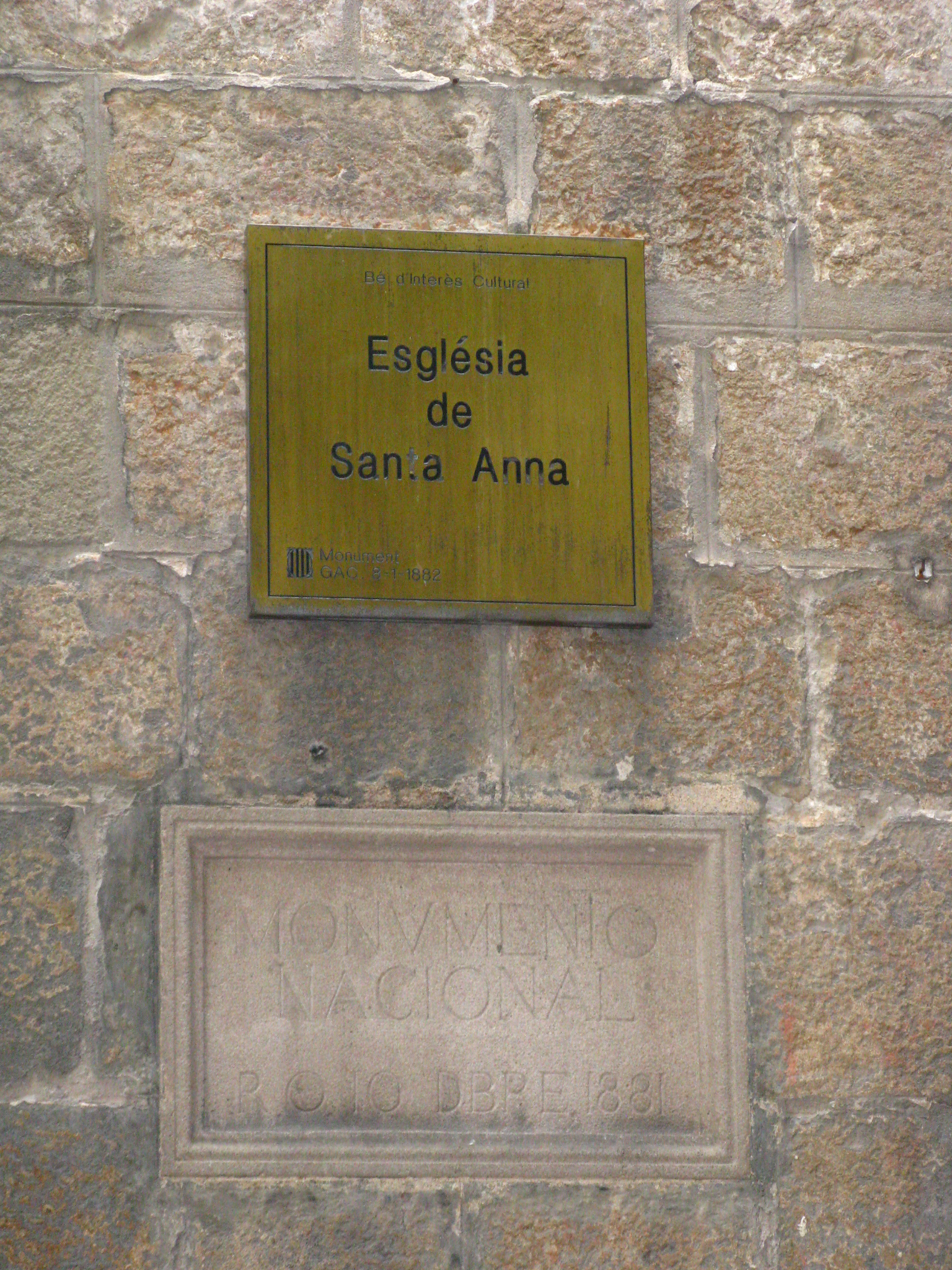
Placa de Bé d'Interès Nacional (1882)
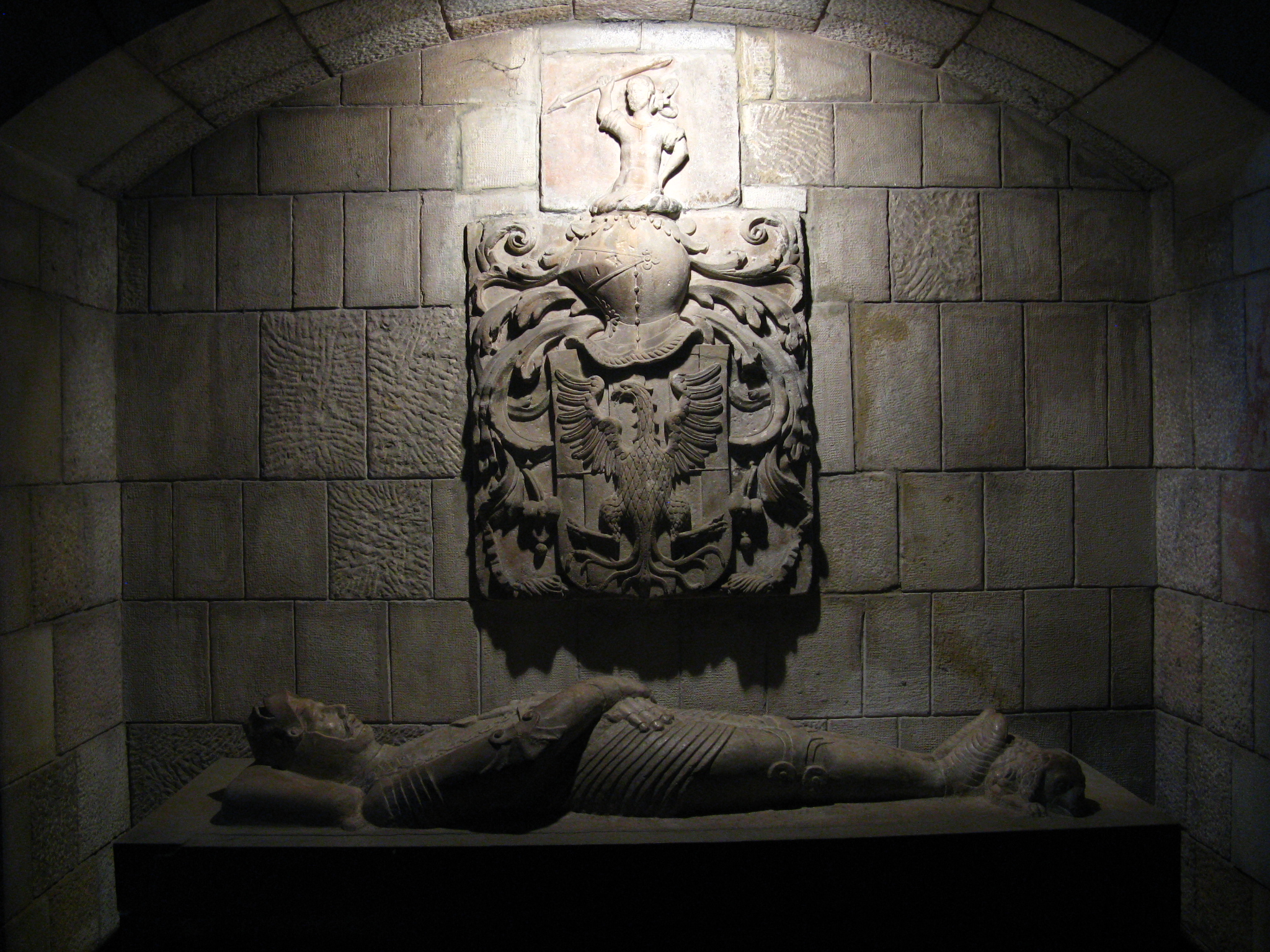
Sepulcre del cavaller Miquel de Boera
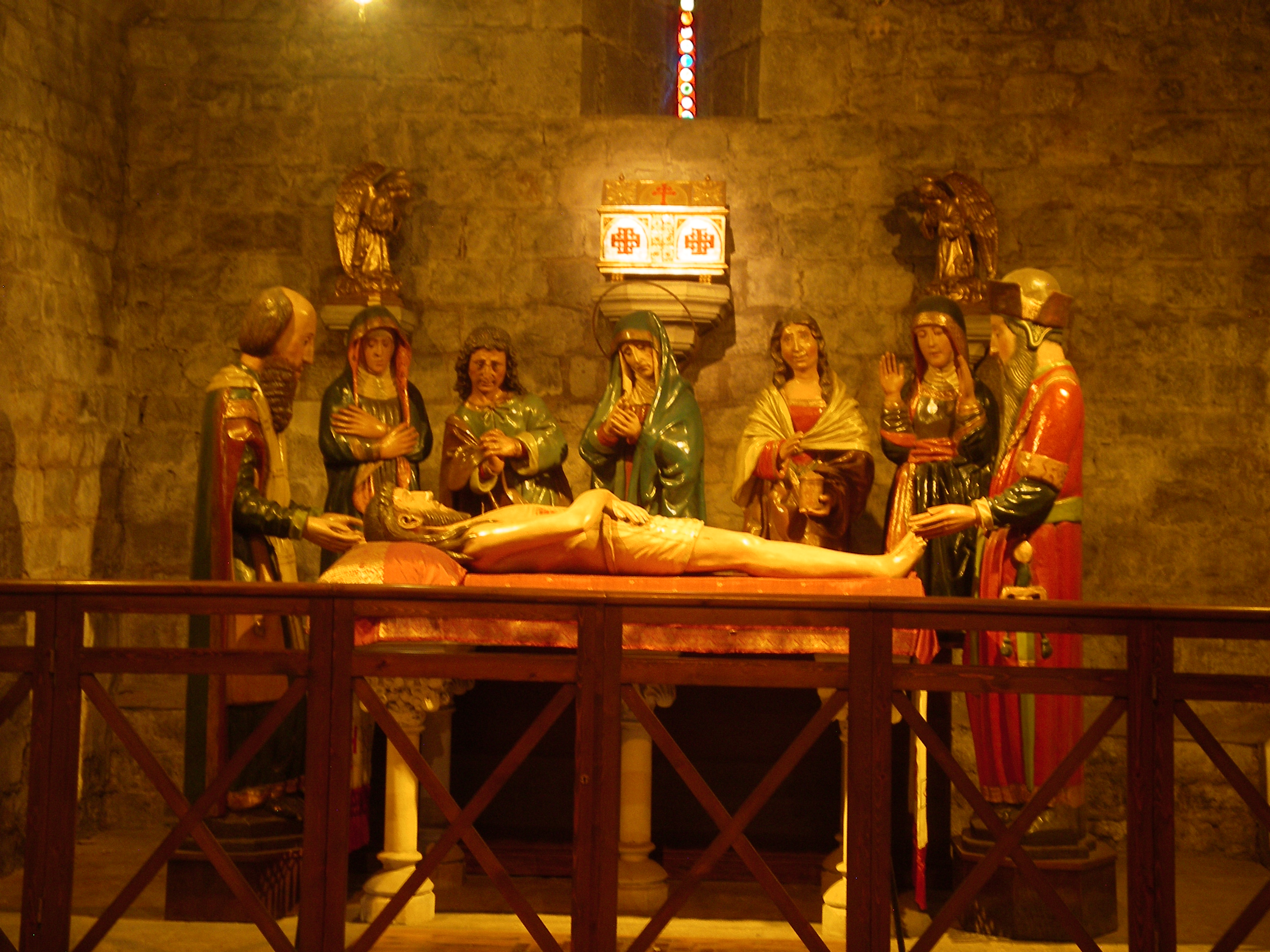
Grup d'estàtues amb el Sant Enterrament
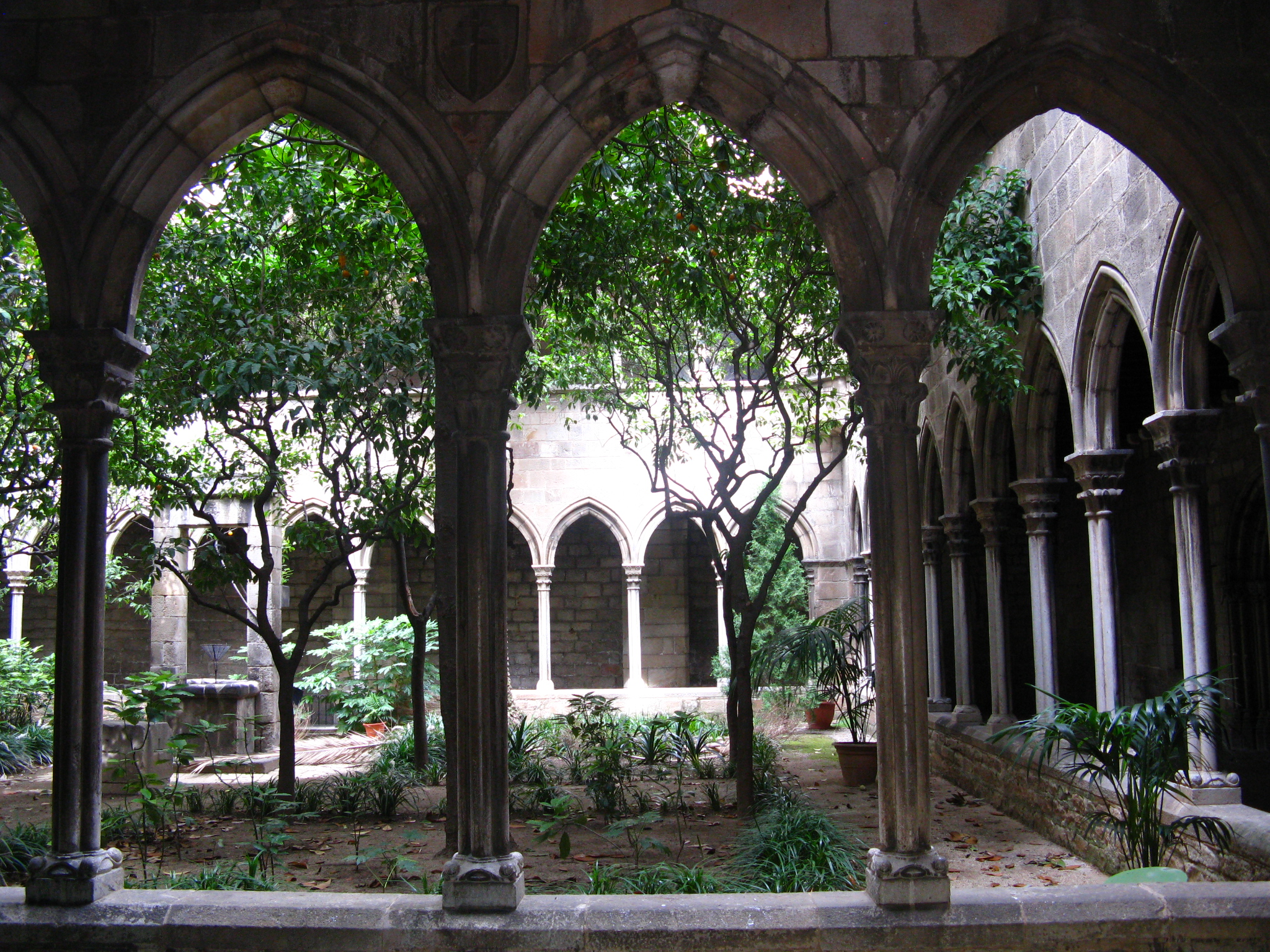
Detall del claustre